# مقارنة بين الهولوكوست والنكبة
تمت مقارنة الهولوكوست بالنكبة. وهناك جدل واسع النطاق حول مدى ملاءمة وطبيعة هذه المُقارنة.

## العلاقة التاريخية
قبل وقوع الهولوكوست، كان الصهاينة يعارضون تأسيس دولة يهودية ذات توجه عرقي، ولكن ذلك تغير بسرعة في أربعينات القرن الماضي. غير ديفيد بن غوريون رأيه بشأن تقرير المصير العربي، وقرر أنه لا يمكن السماح به في دولة يهودية. في أحد خطاباته التي تناولت برنامج بيلتمور، قال أنه بعد الهولوكوست، "أليس من حقنا هذه المرة المطالبة بتصحيح مهانتنا التاريخية، والتمييز الذي ارتكبته جميع الدول ضدنا، والمطالبة بأن تعطينا نفس الوضع مثل جميع الدول الأخرى؟". وفي عامي 1947 و1948، فر 700,000 فلسطيني-80 في المئة من السكان العرب في الإقليم -أو طردوا من الأراضي التي احتلتها إسرائيل. خلال الهولوكوست والنكبة، كان هناك نهب واسع النطاق لممتلكات الضحايا.
في عام 1949، وصل البولنديون اليهود الناجون من الهولوكوست جينيا وهنريك كوالسكي إلى إسرائيل. وقد عُرض عليهم منزل فلسطيني سابق في يافا، ولكنهم رفضوا الانتقال إليه. وأوضحت جينيا كوالسكي في وقت لاحق، "لقد ذكرنا كيف كان علينا أن نغادر المنزل وكل شيء خلفه عندما وصل الألمان وألقوا بنا في الحي اليهودي … لم أكن أريد أن أفعل نفس الشيء الذي فعله الألمان " وكان اختيارهم رفض الممتلكات الفلسطينية المنهوبة استثنائيا.
أصبح ينظر إلى الهولوكوست والنكبة، في المناقشات التي دارت حول الصراع الإسرائيلي -الفلسطيني، يعتبران حدثين مترابطين، سواء من الناحية التاريخية أو من حيث الطريقة التي أثرت بها هاتان المأساتان على تصور الطرفين للنزاع. غير أنه على النقيض من الهولوكوست التي انتهت بشكل واضح، تعتبر النكبة في بعض الأطر المفاهيمية مستمرة.

## التاريخ
الهولوكوست هي ذكرى عالمية في الثقافة الغربية وتميل إلى حجب ذكرى النكبة. وفقا لنينا فيشر، فإن كلا الحدثين "يعملان كصدمات ثقافية وهما محوريان في الذاكرة الجماعية وهوية الشعبين". تترجم كل من الكلمة العبرية للهولوكوست والمحرقة والنكبة إلى "كارثة".

### إسرائيل
في إسرائيل، يعتبر جميع اليهود الإسرائيليين ناجين من الهولوكوست ويجب عليهم تنفيذ حتمية عدم تكرار ذلك إطلاقا فيما يتعلق بكونهم ضحايا يهوديين. ويؤكد على تفرد الهولوكوست، وتهميش ضحايا ألمانيا النازية من غير اليهود، ورفض أي صلة بين الهولوكوست والنكبة.
وفقًا للتأريخ الصهيوني، كان تأسيس دولة إسرائيل في عام 1948 "تتويجاً للبحث اليهودي الطويل عن الحقوق والعدالة". ويقول المؤرخ الإسرائيلي بيني موريس إن المقاتلين الصهاينة كانوا مدفوعين بعوامل من بينها الهولوكوست. وترى إسرائيل في الحرب العربية -الإسرائيلية عام 1948 أنه لم يكن لإسرائيل بديل في الحرب وأنها قاتلت بنقاء. والرأي السائد في إسرائيل هو أن العرب غادروا البلد طواعية استجابة لدعوات من القيادة العربية، رغم أنه جرى التعبير عن آراء أكثر تنوعاً في القرن الحادي والعشرين. بذلت الدولة الإسرائيلية جهدا لمحو ذكرى النكبة وتدمير القرى الفلسطينية وتجنب ذكر القضية في كتب التاريخ. وبينما يعترف بعض الإسرائيليين بوجود مأساة بينما ينكرون مسؤولية الصهيونية عنها، يقول آخرون إن النكبة أسطورة و«مجموعة حكايات طويلة».
إن تصوير العرب على أنهم نازيين أمر شائع في خطاب الصراع العربي -الإسرائيلي كما هو شائع في تصوير الفلسطينيين المعادين للصهيونية على أنها دوافع معاداة السامية. وبحسب جوزيف أ. مسعد، فإن "إصرار إسرائيل على ضعفها يعكس استراتيجية واعية". كانت محاكمة مرتكب جريمة الهولوكوست أدولف أيخمان في عام 1961 فرصة لربط العرب بالنازيين. وكان وصف تنقية الشعب الفلسطيني سمة مميزة لسياسة حزب الليكود بزعامة مناحيم بيغن. وقد بلغت هذه الظاهرة ذروتها في عام 2015 عندما اتهم رئيس الوزراء الإسرائيلي بنيامين نتنياهو كذباً الفلسطيني أمين الحسيني ببدء الهولوكوست.
ويقول العديد من الإسرائيليين إنه لا يمكن مقارنة الهولوكوست والنكبة. ووفقاً لشيرا ستاف، فإن أحد العيوب في التمثيليات الإسرائيلية التي تحاول سد هذه الفجوة هو غياب الأصوات الفلسطينية والميل إلى تقديم الجنود الإسرائيليين كضحايا مصابين بصدمات نفسية. ووفقًا لدراسة أعدها الباحث الإسرائيلي في الهولوكوست والصراع والسلام، دان بار -أون، والأستاذة صليبة سرسار وأستاذ جامعة روتغرز، لم يجد المثقفون الإسرائيليون اليهود والفلسطينيون الشجاعة "لسد الفجوة، من الناحية المفاهيمية، بين الهولوكوست والنكبة" إلا في مطلع القرن الحادي والعشرين. وعلى الجانب الإسرائيلي -اليهودي، يستشهد بار -آون وسارسار بالورقة التي أعدها إيلان غورزئيف وإيلان بابي في عام 2003 بعنوان "ما وراء تدمير الذاكرة الجماعية للآخر: خطط للحوار الفلسطيني -الإسرائيلي" كدعوة مبكرة إلى الهولوكوست والنكبة "لدراستها في سياق مشترك"، والتي سلطت الضوء، دون أن تدَّعي المساواة بينهما، على "الخيط الذي يربطهما بالروح الجماعية لكلا الشعبين".

### ألمانيا
```
بعد 
اتفاقية التعويضات لعام 1952
 مع 
ألمانيا
، اقترح 
موشيه شاريت
 دفع بعض أموال التعويضات 
للاجئين الفلسطينيين
. تم رفض هذا لأنه كان يعني ربط الهولوكوست والنكبة.
[
29
]
[
30
]
 يجادل 
إيان س. لوستيك
 بأن اتفاق التعويضات يمكن أن يكون نموذجا لاتفاق سلام إسرائيلي فلسطيني مستقبلي. ويضيف لوستيك أنه "إذا كانت المصالحة ممكنة بين إسرائيل وألمانيا، فلا يمكن القول بأن ذلك مستحيل بالنسبة لإسرائيل وفلسطين".
[
31
]
```

انتقاد ألمانيا في سبعينيات القرن العشرين لتغييرات إسرائيل الحدودية أحادية الجانب وسياسات الاستيطان في الأراضي الفلسطينية التي احتلتها أثرت جزئيا كما قيل على الضم الفعلي للقدس في يوليو 1980 مع قانون القدس. وربما كان هذا أيضًا ردا على إعلان البندقية قبل شهر من ذلك التاريخ، في حزيران/يونيو، عندما اعترفت الجماعة الاقتصادية الأوروبية بحق الفلسطينيين في تقرير المصير والمشاركة في مفاوضات السلام. وفي بيان إسرائيلي رسمي فظ وصف هذا الأخير بأنه ميونيخ ثان (حيث اعترفت القوى الأوروبية بضم ألمانيا لسوديتنلاند): تم تأطير الفلسطينيين على أنهم نازيون متجددون وأوروبيون مؤيدون لقضيتهم شبيهوا نيفيل تشامبرلين. عندما تحركت ألمانيا الغربية في نهاية المطاف نحو الاعتراف بمنظمة التحرير الفلسطينية وحق الفلسطينيين في تقرير المصير في ثمانينيات القرن العشرين، ردت إسرائيل بطرح الماضي النازي مرة أخرى.
يجادل دانيال مارويكي بأنه في القرن الحادي والعشرين، تعني "ستاتسراسون الألمانية رؤية الصراع الإسرائيلي الفلسطيني من خلال عدسة ذاكرة الهولوكوست الألمانية"، لكن غالبية الألمان لا يشاركون هذا المنظور.

### فلسطين
```
وعلى النقيض من ذلك، فإن الكتاب الفلسطينيين يجدون صلة مباشرة بين الهولوكوست والنكبة ويرون أنفسهم بوصفهم الضحية النهائية للنازيين.
[
19
]
 على الجانب الفلسطيني، ينسب  بار -اون وسرسار الفضل إلى 
عزمي بشارة
 (1996) 
وإدوارد سعيد
 (1997) 
ونعيم عتيق
 (2001)  كرواد أوائل لفكرة ربط الاعتراف الفلسطيني بالهولوكوست بالاعتراف اليهودي الإسرائيلي بالنكبة. في عمله عام 1992 بين المكان والمكان، قال بشارة: "لكي تسامح الضحية، يجب الاعتراف به كضحية. هذا هو الفرق بين التسوية التاريخية ووقف إطلاق النار." 
[
19
]
 في مقال، انتقد سعيد استخدام المقارنات بين الحدثين كوسيلة لنزع الشرعية عن الجانب الآخر أو تبرير العنف والقمع الحاليين.
[
35
]
 وذكر أن ربط الهولوكوست بالنكبة هو "فهم ما هو عالمي حول تجربة إنسانية في ظل ظروف كارثية. إنه يعني الرحمة والتعاطف الإنساني والارتداد التام عن فكرة قتل الناس لأسباب عرقية أو دينية أو قومية".
[
36
]
```

أحد الردود في فلسطين والعالم العربي على النظرة الغربية للهولوكوست على أنها الشر المطلق هو إنكار الهولوكوست. ووفقا لعالم الاجتماع الإسرائيلي سامي سموحة، فإن إنكار الفلسطينيين للهولوكوست هو نوع من الاحتجاج "للتعبير عن اعتراض قوي على تصوير اليهود على أنهم الضحية النهائية وعلى التقليل من شأن الفلسطينيين كضحية". وفقًا لجيلبير أشكار، فإن إسرائيل خاصةً ودول غربية أخرى تقلل بدرجة أقل من تقدير تعاطف العرب مع ضحايا الهولوكوست.

### وجهات نظر دولية
أيد رافائيل ليمكين، مخترع مفهوم الإبادة الجماعية، الصهيونية وعلى الأرجح اعتبر النكبة مبررة بما يتماشى مع وجهات النظر الصهيونية السائدة. على الرغم من أنه دافع عن استقلال "الدول الصغيرة"، ولاسيما اليهود، إلا أن ليمكين لم يؤمن بمنح الاستقلال لدول مثل العرب الفلسطينيين، لم يكن يعتقد أنها متطورة بما فيه الكفاية لتؤهل لتكون دولا. في كتابه الصادر عام 2021 "مشاكل الإبادة الجماعية"، يجادل المؤرخ أ. ديرك موسى بأن إضفاء الطابع العالمي على الهولوكوست في تعريف الإبادة الجماعية قد أدى إلى استبعاد أفعال أخرى - بما في ذلك النكبة - من الازدراء الأخلاقي. كتب موسى: "اليوم، ينسب هذا النظام للفلسطينيين دور الأشرار في دراما عالمية حول منع الإبادة الجماعية و"الهولوكوست الثانية" لمقاومة الاستعمار والطرد من أراضيهم".
انتقد بعض المؤرخين مثل موسى ودونالد بلوكسهام التفرد المتصور للهولوكوست، وبدلا من ذلك ينظرون إليه والنكبة كجزء من اتجاهات أوسع للاستعمار الاستيطاني والقومية العرقية التي تؤدي إلى الإبادة الجماعية والتطهير العرقي في الضواحي الأوروبية. هناك إجماع عام على أن الاستعمار هو إطار قيم لتحليل النازية والهولوكوست. كتب المؤرخ عمر بارتوف أن القوميات المتنافسة المختلفة في شرق ووسط أوروبا استبعدت اليهود. معاملتهم السلبية من قبل الجيران غير اليهود أثناء وبعد الهولوكوست "بكل المقاييس ... جعل الكثير منهم غير مبالين وقساة وفي بعض الأحيان ينتقمون من السكان العرب الذين واجهوهم في فلسطين".

## في الأدب

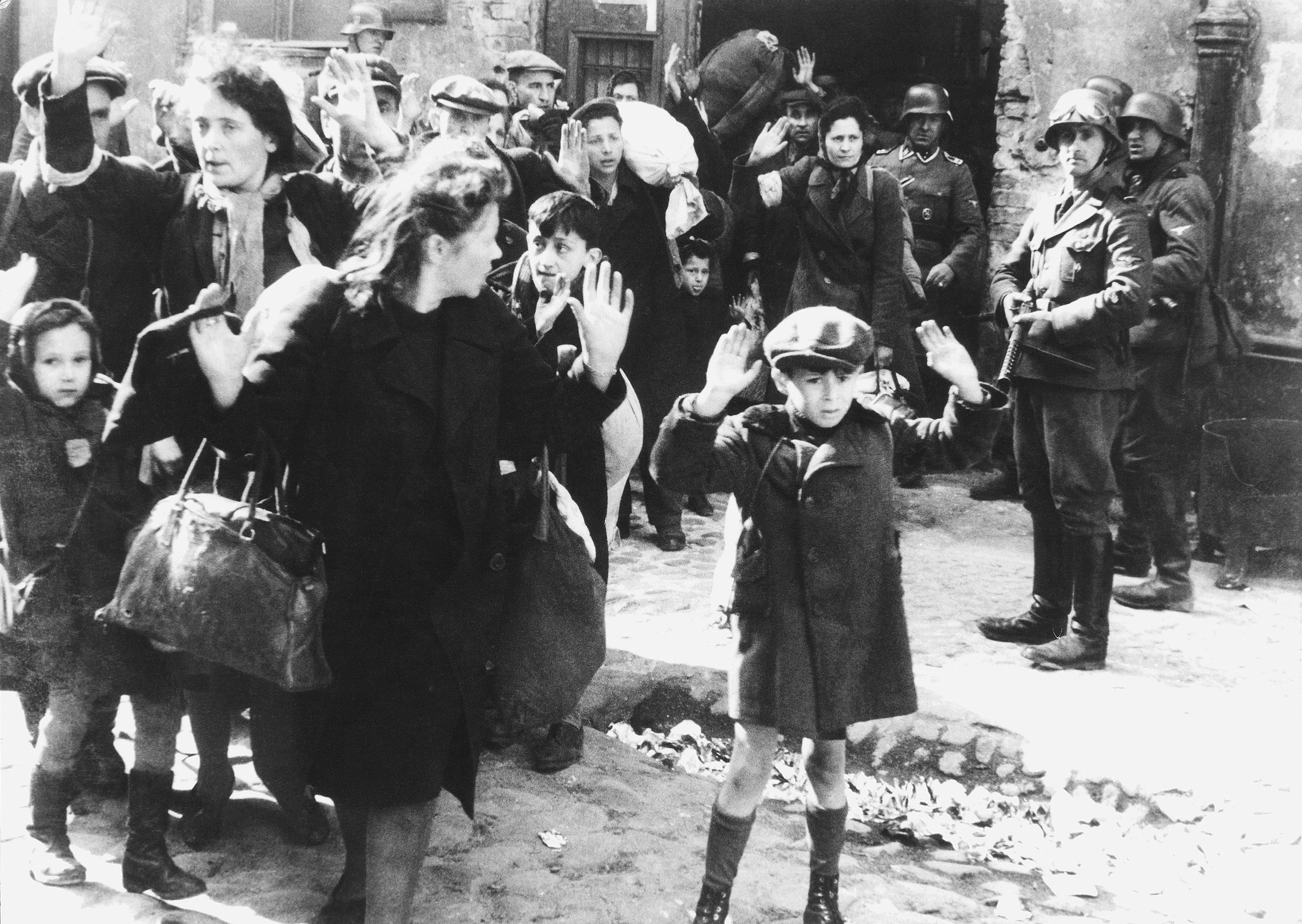
فتى غيتو وارسو، والذي استخدم في المقارنات بين الهولوكوست والصراع الإسرائيلي الفلسطيني

تناول بعض الكتاب الإسرائيليين اليهود كلا من الهولوكوست والنكبة في أعمالهم. في وقت مبكر من عام 1949، في روايته "هربة حزب" تناول إس يزهار طرد الفلسطينيين من قبل القوات الإسرائيلية، وقارن الراوي مباشرة محنة اللاجئين الفلسطينيين بمحنة اللاجئين اليهود. في مقابلة، أوضح يزهار أن طرد الفلسطينيين يتناقض مع معتقداته السابقة حول ماهية الصهيونية.  في رسالة، أعرب وزير الزراعة الإسرائيلي أهارون زيسلينج عن اشمئزازه من مذبحة الدوايمة، قائلا: "لقد ارتكب اليهود أعمالا نازية أيضًا". في عام 1952، نشر أفوت يشورون قصيدة "عيد الفصح على الكهوف" في صحيفة هاآرتس، وشرح لاحقًا القصيدة: "الهولوكوست يهود أوروبا ونكبة العرب الفلسطينيين، محرقة واحدة للشعب اليهودي. يحدق الاثنان مباشرة في وجه بعضهما البعض".ض جاءت هذه الردود المعارضة القليلة بعد فترة وجيزة من النكبة، عندما كانت الهولوكوست أيضًا حدثا حديثا.
في عام 1969 نشر الروائي الفلسطيني غسان كنفاني رواية بعنوان "عائد إلى حيفا" (Return to Haifa) التي يعود فيها زوجان فلسطينيان كانا قد فرا من حيفا خلال النكبة، إلى مدينتهما الأصلية، ويواجهان زوجين يهوديين - الزوج أحد الناجين من الهولوكوست - وعند العثور على منزلهما الفارغ، احتلاه وقاما بتربية الصبي الصغير الذي وجدوه هناك كيهودي. هذا الابن للزوجين الفلسطينيين، دوف، منخرط في الخدمة العسكرية مع الجيش الإسرائيلي، في حين أن ابنهما الثاني في رام الله انضم إلى فدائيي منظمة التحرير الفلسطينية. تستكشف الرواية التوترات التي تنشأ عن تفاعلات هاتين العائلتين النازحتين بشكل مؤلم.
تحكي رواية الروائي اللبناني إلياس خوري الملحمية "باب الشمس"، التي نشرت لأول مرة في عام 1998، تاريخ فلسطين.
تغطي رواية الكاتبة الفلسطينية الأمريكية سوزان أبو الهوى الأكثر مبيعًا "الصباح في جنين" (2010) تاريخ عائلة فلسطينية من 1930 حتى 2002. على الرغم من أن الكتاب يصور العنصرية المعادية للعرب والاستعمار الاستيطاني، إلا أنه يتعامل أيضًا مع الهولوكوست. أبطال الرواية زوجان يهوديان من الناجين من الهولوكوست وزوجان فلسطينيان شردتهما النكبة. هذا الأخير لديه ولد واحد هو داود، الذي فُصل عن والديه وتبنّاه الزوجان اليهوديان العقيمان. حارب ديفيد لاحقا ضد إخوته الفلسطينيين الأصغر سنا بعد حرب عام 1967 أثناء الاحتلال الإسرائيلي للضفة الغربية. بحلول الجيل الثالث، تحقق العائلات المصالحة مع بعضهم الذين يعيشون معا في الولايات المتحدة.
استخدم فتى غيتو وارسو، وهو صورة أيقونية للهولوكوست، في مقارنات مع الصراع الإسرائيلي الفلسطيني، خاصة في الفيلم الحائز على جائزة الفالس مع البشير.
يوضح كتاب "الهولوكوست والنكبة" الصادر عام 2018 أنه "ما لم نتمكن من الاحتفاظ بهاتين اللحظتين في قلوبنا وعقولنا كجزء من نفس القصة ، فلا يمكن المضي قدما في الصراع الذي يبدو غير قابل للانتقال وهو إسرائيل وفلسطين".

## عواقب
كتبت حنة أرندت أن تشكيل إسرائيل حل المسألة اليهودية في أوروبا، لكنه "أنتج فقط فئة جديدة من اللاجئين العرب، مما زاد من عدد عديمي الجنسية". انتقدت الطريقة التي صور بها المؤرخون اليهود، اليهود "ليس كصانعي تاريخ بل كأشخاص يعانون من التاريخ، ويحافظون على نوع من الهوية الأبدية للخير التي لم تزعج رتابتها إلا من خلال التاريخ الرتيب بنفس القدر للاضطهاد والمذابح ". في رأيها سمح هذا التصور للتاريخ اليهودي بتقديم الهولوكوست والصراع العربي الإسرائيلي كجزء من سلسلة متصلة من اضطهاد اليهود.
ووفقا لبشير بشير وعاموس غولدبرغ فإن "إجراء مداولات عامة عربية يهودية مشتركة حول الذكريات المؤلمة لهذين الحدثين ليس ممكنا فحسب، مهما كان صعبا ومدمرا، ولكنه أساسي أيضا لإنتاج أخلاقيات مساواة وشاملة للقومية الثنائية في إسرائيل/فلسطين".
يقول إلياس خوري إن "الهولوكوست والنكبة ليسا صورتين متطابقتين، لكن اليهودي والفلسطيني قادران على أن يصبحا صورتين متطابقتين للمعاناة الإنسانية إذا تحررا من وهم الأيديولوجيات القومية الإقصائية". وهو يرى أن تنحية هذه الأيديولوجيات جانبا هو جزء من كفاح عالمي ضد العنصرية.